# رحمت أباد كوتشك (دشتابي الشرقي)
رحمت أباد كوتشك (بالفارسية: رحمت‌آباد کوچک) هي قرية تقع في إيران في قسم دشتابي الشرقي الريفي. يقدر عدد سكانها بـ 118 نسمة .